# Věstín
Věstín (en allemand : Groß Wiestin) est une commune du district de Žďár nad Sázavou, dans la région de Vysočina, en République tchèque. Sa population s'élevait à 164 habitants en 2020.

## Géographie
Věstín se trouve à 7,5 km au nord-est du centre de Bystřice nad Pernštejnem, à 29 km à l'est de Žďár nad Sázavou, à 57 km à l'est-nord-est de Jihlava et à 149 km au sud-est de Prague.
La commune est limitée par Chlum-Korouhvice au nord-ouest, par Rovečné au nord-est et à l'est, par Lhota u Olešnice à l'est, par Prosetín et Koroužné au sud, et par Vír à l'ouest.

## Histoire
La première mention écrite de la localité date de 1349.

## Administration
La commune se compose de trois quartiers :
- Bolešín
- Věstín
- Věstínek

## Transports
Par la route, Věstín se trouve à 12 km de Bystřice nad Pernštejnem, à 37,5 km de Žďár nad Sázavou, à 73,5 km de Jihlava et à 195 km de Prague.